# 韓半島 -HANBANDO-
『韓半島 -HANBANDO-』（ハンバンド、原題：한반도）は、2006年公開の韓国映画。日本では映画館での劇場公開はされなかったが、2011年11月2日にDVDソフトが発売された。

## 概要
公開された韓国では、主要メディアは条件設定に否定的な論調を展開したが、史上最大規模の配給により全国520スクリーンで封切られ、公開わずか5日で163万人の観客動員を記録し、2週目（14日）にして300万人の動員数を記録するヒット作となった。キャッチコピーは「7000万人の韓民族をスッキリさせる」である。ヒットした理由としては、日本で明らかな反日映画と見なされた通りの、劇中に大韓民国大統領が「日本国を国際法廷に立たせる」といったセリフのように、日本を「悪」とした反日的映画である事に加え、ラストの大統領と辞表を提出する総理の会話にもある通り、現在の韓国国民の朝鮮統一問題に対する複雑な心境を代弁する高いメッセージ性が挙げられる。だが公開初期は大ヒットするが、2週間後に『グエムル-漢江の怪物-』が封切られると押され気味になり、全国約400万人の興行成績に終わった。
カン・ウソク監督は「韓国がこれまで100年間抱いてきた哀しみの感情」を表現したとし、「この映画を通じてお互いにもっと理解し合い、整理すべき部分は整理してこそ友好的な関係を築けるという映画としての表現であり、韓国の国民の1人としての見解を表現したもの」と強調した。

## ストーリー
大韓民国（韓国）と朝鮮民主主義人民共和国（北朝鮮）の南北統一の日が近づく近未来。だが、日本との外交的衝突が発生する。
日本は明治時代に大韓帝国（旧韓国）と結んだ「日韓併合条約第10条」を理由に朝鮮半島を結ぶ南北鉄道「京義線」の利権を簒奪しようと画策し、韓国政府に圧力をかける。南北統一を目指していた韓国大統領（アン・ソンギ）は反発するが、国家の安定と経済発展を優先し現在の韓日関係を維持したい総理と対立する。
そんな中、カルチャーセンターを転々としていた歴史学者崔珉哉（チョ・ジェヒョン）は、京義線における契約書に押された国璽は偽物である事に気付き、高宗皇帝（キム・サンジュン）がどこかへ隠した事実を掴む。本物の国璽を発見、大統領のもとへ届けようとするが、崔は拉致され国璽は壊されてしまう。国璽を奪ったのは日本しかいないと考えた大統領は、在大韓民国日本国大使館を警察の部隊により包囲させる。この事態に対し、日本国政府は日本海へイージス艦や空母を有する海上自衛隊の自衛艦隊を派遣し、韓国海軍との武力衝突寸前のにらみ合いが発生してしまう。
開戦を覚悟する大統領だったが、大統領に見切りを付けた総理（ムン・ソングン）により毒を盛られ、意識不明の重体となる。すべては、日本やアメリカ合衆国との経済的な断絶は、韓国を北朝鮮のように悲惨な状況に至らしめると考える総理の手によるものだった。
だが、壊された国璽も実は崔珉哉が作らせた偽物であり、ついに崔は、後輩のイ・サンヒョン（チャ・インピョ）とともに本物の国璽を発掘し……。

## キャスト
- 韓国大統領：アン・ソンギ
- 崔珉哉（チェ・ミンジェ）教授：チョ・ジェヒョン
- 総理：ムン・ソングン
- イ・サンヒョン：チャ・インピョ
- キム・ユシク：カン・シニル
- 高宗皇帝：キム・サンジュン
- 明成皇后：カン・スヨン
- 黒沢日本外務大臣：イ・ドリョン
- 大山在韓国日本大使：キム・ウンス
- 海上自衛隊海将補：武蔵拳

## スタッフ
- 監督：カン・ウソク
- 製作総指揮：カン・ウソク、マイキー・リー
- 脚本：キム・ヒジェ、イ・ヒョーチュル
- 撮影：チェ・ヨンテク
- 編集：コ・インピョ
- 音楽：ハン・ジェクォン

## 補足
- 日本海での大韓民国海軍と海上自衛隊とのにらみ合いのシーンは、大韓民国海軍が全面協力を行い実際に、艦艇を使用して撮影が行われた。一方の海上自衛隊は、フルCGで再現されている[8]。映画では日本人の俳優が登場し「むらさめ級駆逐艦」などの艦名、日本語で「状況開始」と言った、自衛隊独自の用語が登場する。
- 『真相報道 バンキシャ!』では、ソウル特別市での現地取材の際に、街頭アンケートで『映画を見てスッキリした・不満』というもので『スッキリした』と答えた人は『日本とは歴史的にうまくいっていない（裏を返せば文化面ではうまくいっている）』と発言したり、『不満』と答えた人は『反日の描写はやりすぎだ』や『映画と現実の判断のつかない子供には、日本人は悪い人だと頭に刻み込まれる』という声があり、アンケートで『日本が嫌い』と答えた人は、100人中53人であった。